# Johann Daniel Riedel
Johann Daniel Riedel (* 5. November 1786 in Rehna; † 11. Februar 1843 in Berlin) war ein deutscher Apotheker und Unternehmer.

## Leben
Riedel begann 1800 eine Apothekerlehre in Ludwigslust und wechselte 1806 zur Gottschalk’schen Apotheke in Schwerin. 1808 erhielt er eine Rezeptarstelle bei der Valentin Rose’schen Apotheke in Berlin und übernahm deren Leitung 1810. Die Apotheke von Rose war ein Zentrum der pharmazeutischen und chemischen Forschung (die Roses waren mit Martin Klaproth verbunden) und zog Chemiker und Apotheker auch außerhalb Berlins an (wie Emanuel Merck). 1814 erwarb er die ehemals Hausmann’sche Apotheke „Zum Schwarzen Adler“ in Berlin, Friedrichstraße 173, und erweiterte sie durch ein größeres Labor für pharmazeutische Produkte zur Riedel’schen Drogen-Großhandlung.
Riedel stellte zum ersten Mal in Preußen in großem Umfang Chinin her und auch andere Alkaloide. Er legte dabei Wert auf hohe Qualität. Bei seinem Tod führte sein Großhandel 400 chemische Substanzen auf ihrer Preisliste.
Johann Daniel Riedel starb 1843 im Alter von 56 Jahren in Berlin. Beigesetzt wurde er auf dem Friedhof II der Jerusalems- und Neuen Kirche vor dem Halleschen Tor. Auch viele weitere Mitglieder der Familie Riedel fanden dort später ihre letzte Ruhestätte. Das Grab von Johann Daniel Riedel ist allerdings nicht erhalten.

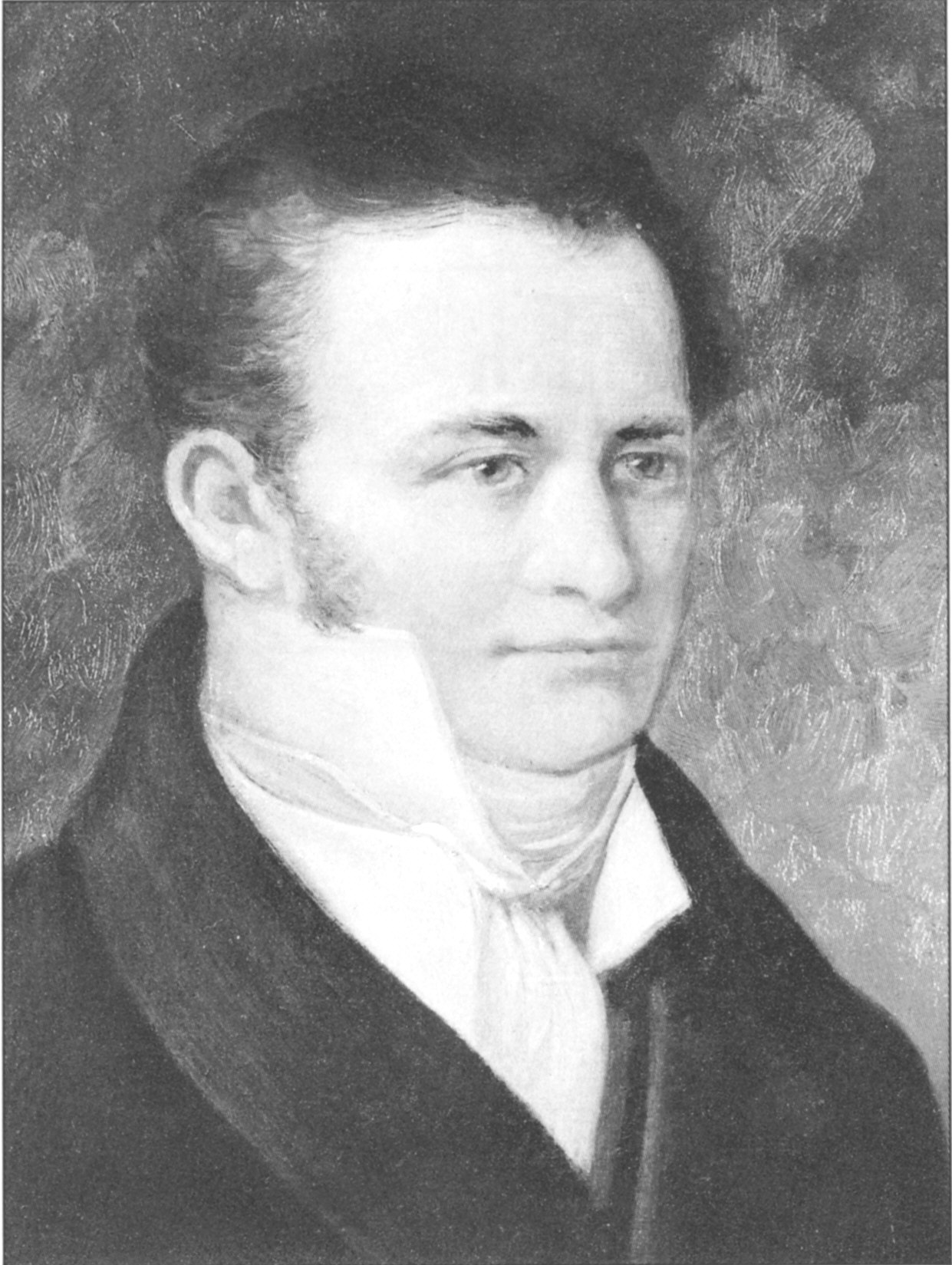
Firmengründer Johann Daniel Riedel (1786–1843)
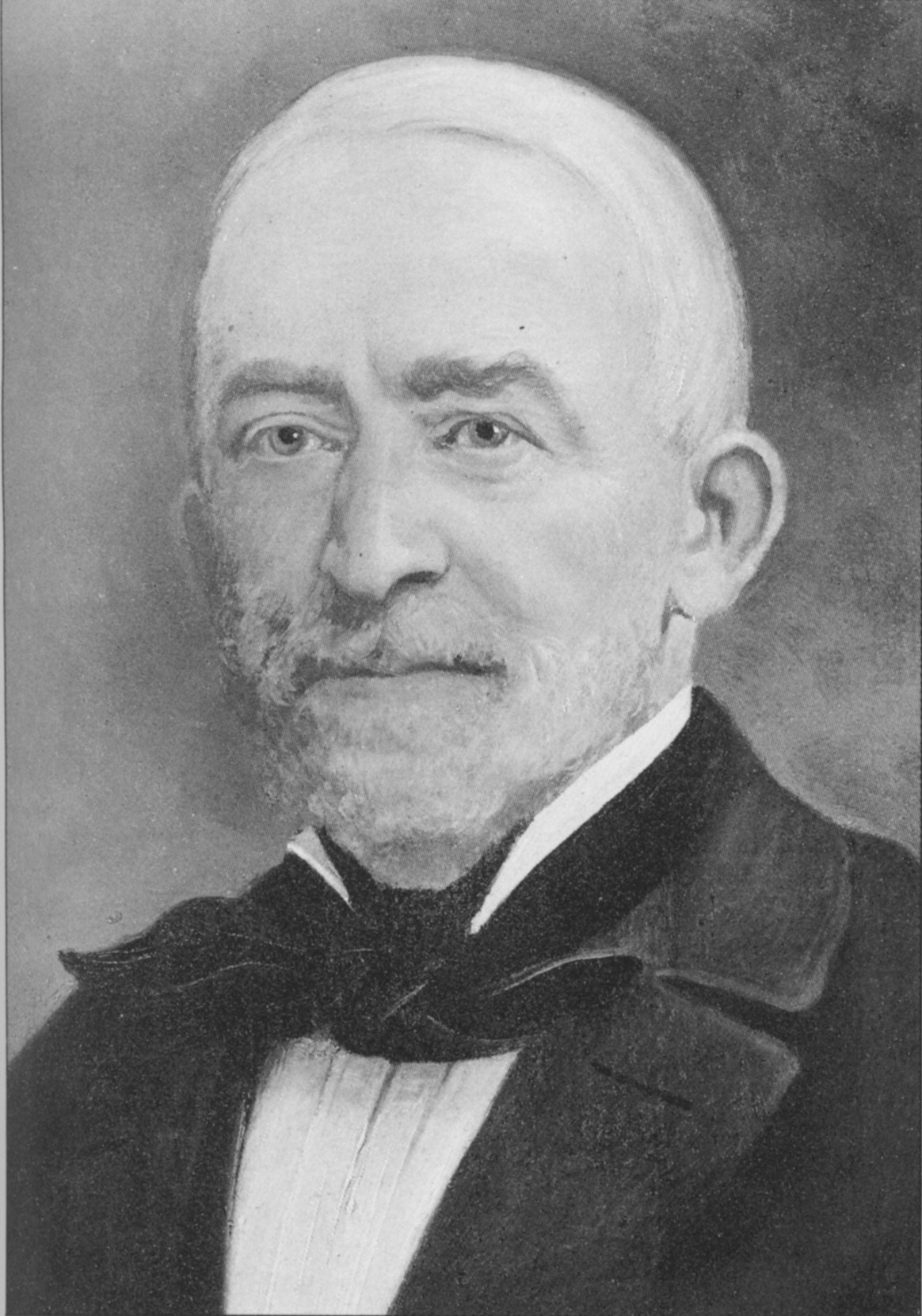
2. Generation: Gustav Riedel (1816–1886)
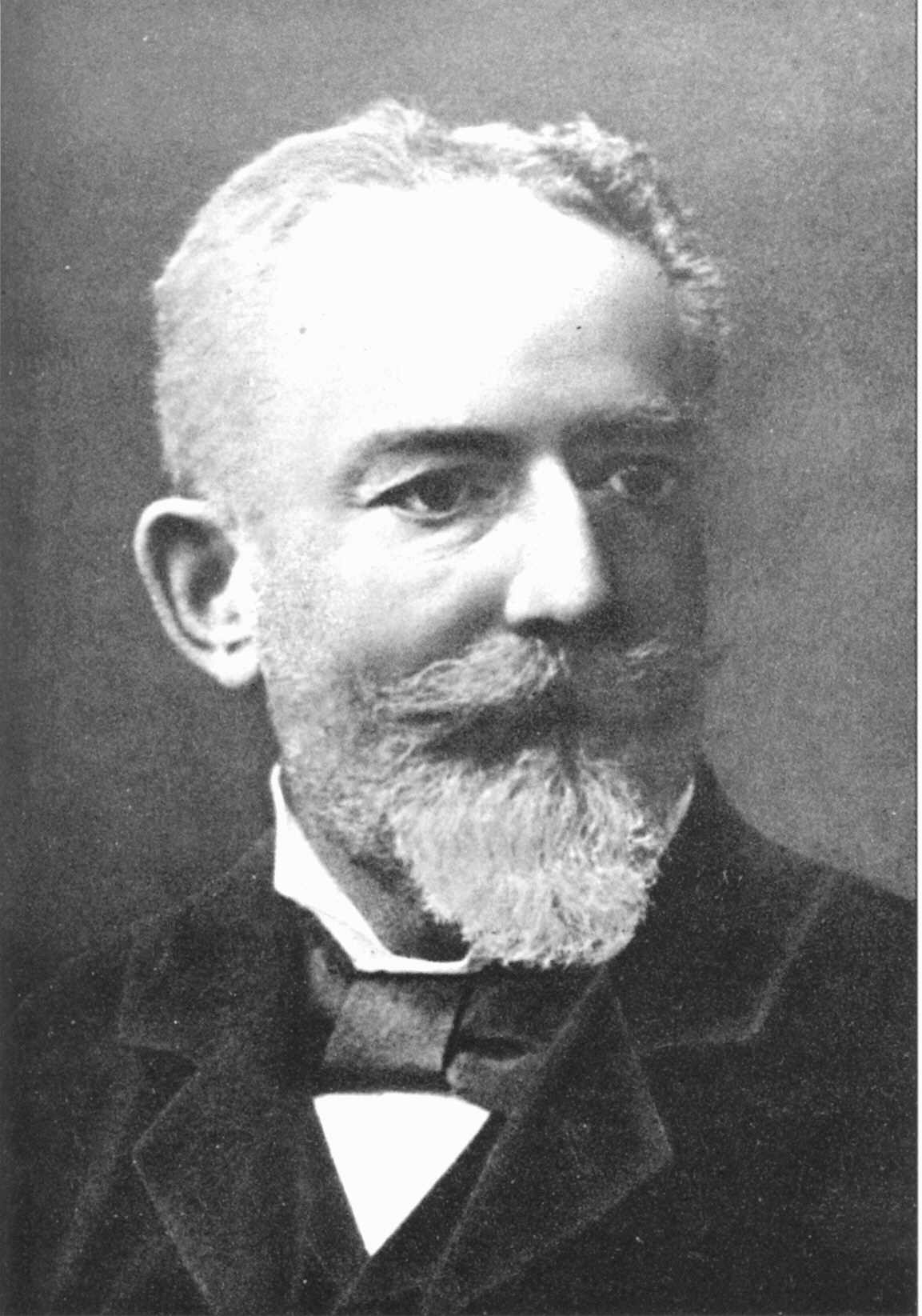
3. Generation: Paul Riedel (1851–1912)
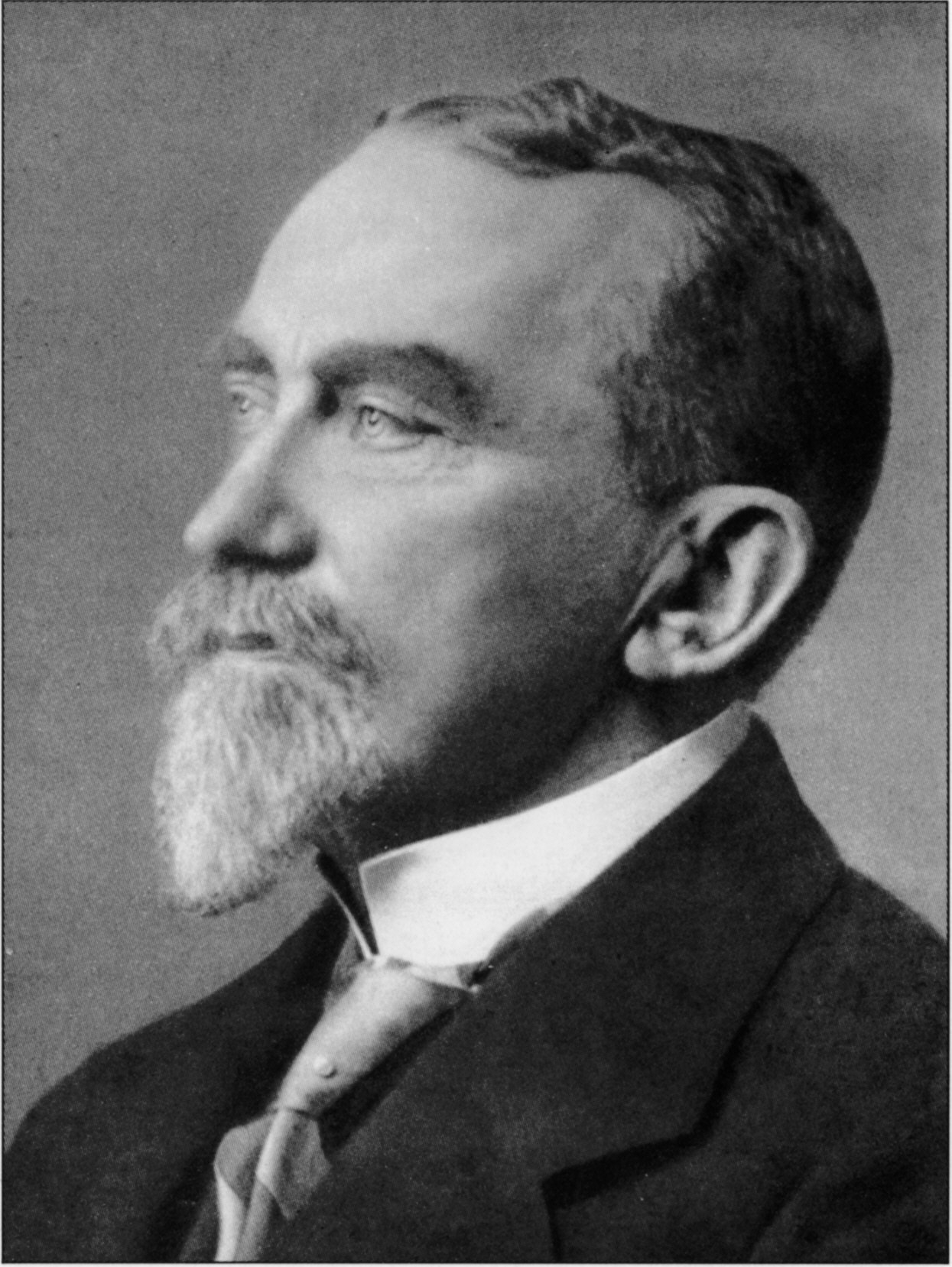
3. Generation: Fritz Riedel (1853–1913)
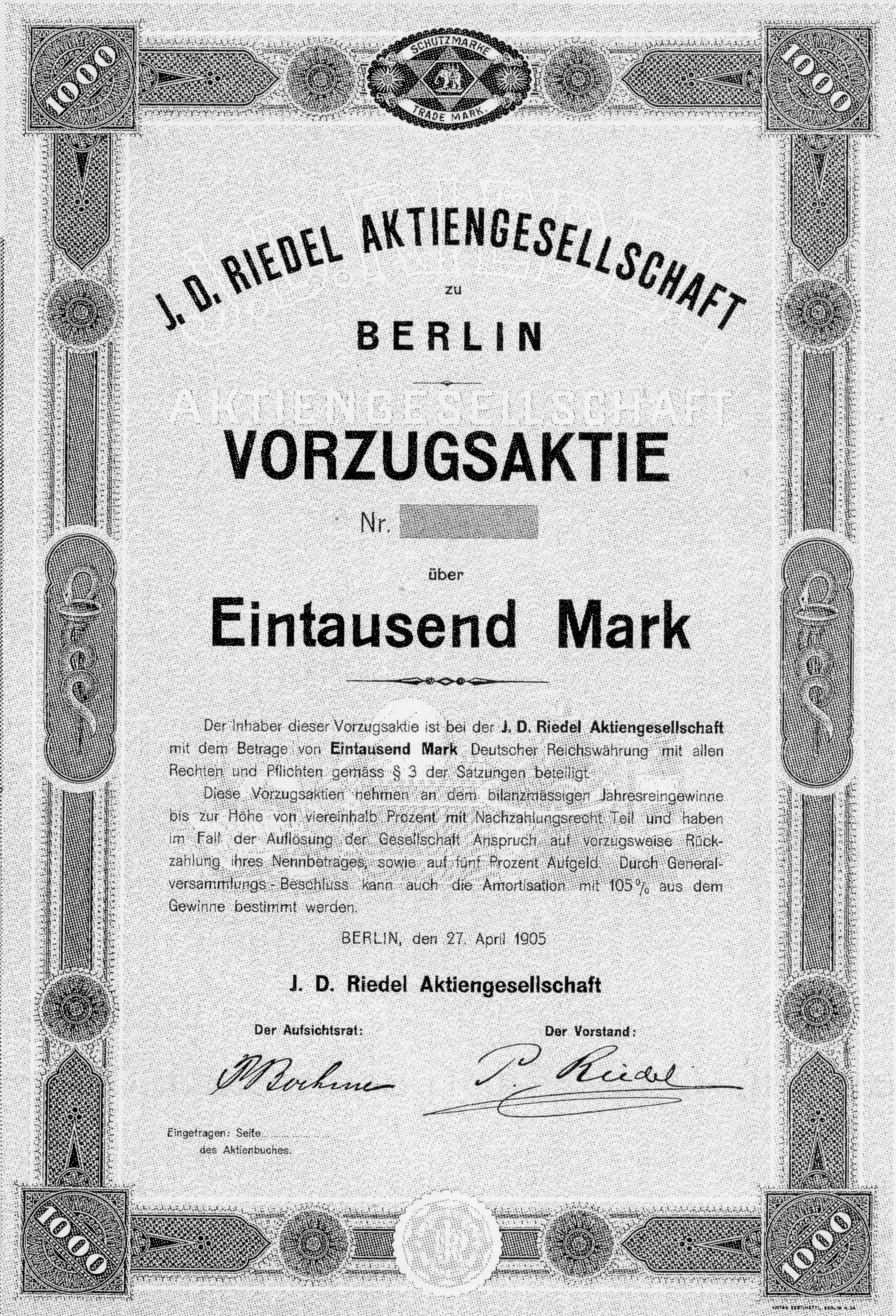
Erste Aktien der Riedel AG 1905 (ohne Stimmrecht)
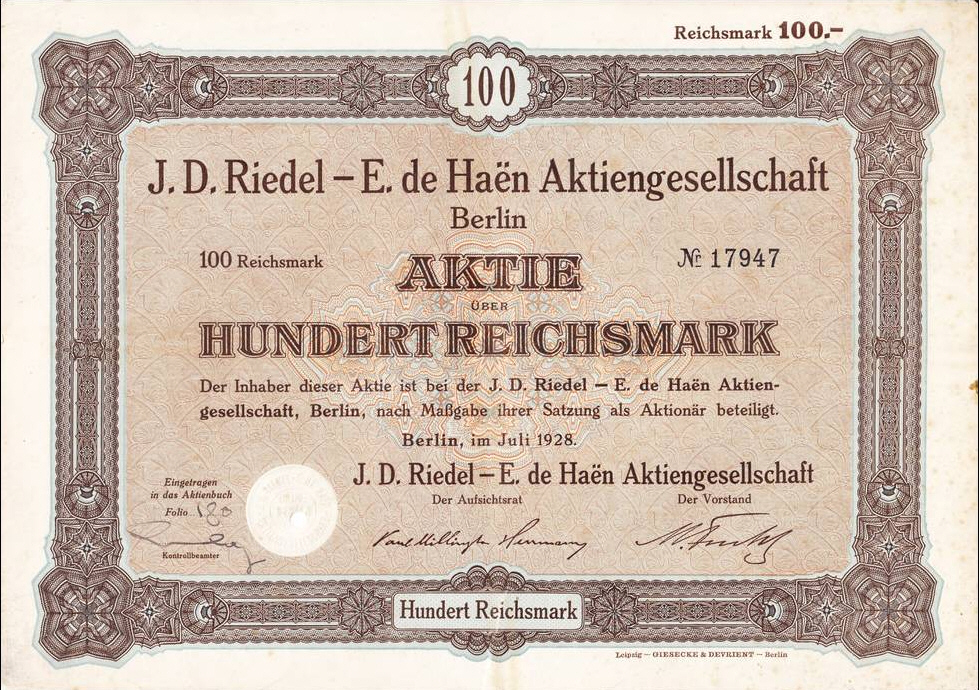
Aktie der fusionierten Riedel – de Haën AG 1928

## Weitere Entwicklung des Unternehmens
Sein 1816 geborener Sohn Gustav Riedel übernahm als Apotheker 1843 das Erbe an der Großapotheke und erweiterte durch Fabrikationsgebäude an der Französischen Straße. 1874 überschritt er mit dem Bau einer neuen Fabrik auf dem Grundstück Gerichtsstraße 12/13 die Schwelle von der Großapotheke zur pharmazeutischen Fabrik J. D. Riedel. Sein jüngerer Sohn Franz Riedel († 1897 Potsdam) erhielt 1874 die Leitung der Apotheke an der Friedrichstraße, die damit aus dem Imperium des Bruders Gustav ausgegliedert wurde.
1886 übernahmen Gustav Riedels Söhne Fritz und Paul die Geschäftsführung und erweiterten 1888 um eine neue Fabrikation in Bohnsdorf bei (Berlin-)Grünau. 1905 wandelten Fritz Riedel und Paul Riedel die pharmazeutische Fabrik J. D. Riedel von einer oHG in eine Aktiengesellschaft um. Bereits 1912 konnte man alle Produktionsstätten der J. D. Riedel AG in einem neuen Werk in (Berlin-)Britz an der Riedelstraße (seit 2005 Cafeastraße) zusammenfassen.
Während der Hochinflation erwarb Fritz Riedel jun. (Sohn von Fritz Riedel sen.) für nur 40 Millionen Mark alle Aktien der E. de Haën AG und schuf damit den Grundstein des 1928 fusionierten Chemieunternehmens J. D. Riedel – E. de Haën AG mit Sitz in Berlin. 1926 veröffentlichte das Unternehmen erstmals das Nachschlagewerk Riedels Mentor, das als Vorläufer der heutigen Roten Liste für Arzneimittel gilt. 1931 zog sich Fritz Riedel jun. inmitten der Weltwirtschaftskrise vollständig aus dem Unternehmen zurück.
In den Jahren 1936 und 1937 wurden die Chinosolfabrik AG (vormals Franz Frit(z)sche & Co., gegründet 1902, Hamburg-Billbrook, Billbrookdeich 44) und die Vanillin GmbH (Hamburg-Billbrook, Billbrookdeich 42) übernommen. 1943 wurde die Firma zu Riedel-de Haën AG verkürzt. Wegen der Bombenschäden im Zweiten Weltkrieg wurde 1948 der Unternehmenssitz von Berlin-Britz und Produktionskapazitäten von Hamburg nach Seelze bei Hannover verlegt.
Seit einer Fusion im Jahr 1999 heißt das Unternehmen Honeywell Specialty Chemicals Seelze. Die Marke Riedel-de Haën wurde noch bis mindestens 2008 verwendet.